# Inštitut 8. marec
Inštitut 8. marec (uradno: Zavod raziskovalni inštitut 8. marec) je slovenska nevladna organizacija, ki svoje poslanstvo opredeljuje kot »prevpraševanje različnih oblik podrejenosti, predvsem na področju spola, ter postavljanje neenakopravnosti v širši družben okvir«. Direktorica Inštituta je Nika Kovač.

## Pregled
Inštitut 8. marec sta leta 2016 ustanovila Simon Maljevac in Nika Kovač. Kot poslanstvo Inštituta je ob ustanovitvi Kovač opredelila boj za pravičnejšo in enakopravnejšo družbo.

### Vodstvo in člani
Ob ustanovitvi je funkcijo ustanovitelja zavoda zavzel Maljevac (sicer član in politik stranke Levica), direktorica pa postala Nika Kovač. Koordinator dogodkov Inštituta je novinar Mladine Luka Volk.
Aprila 2022 je Maljevca na položaju ustanovitelja nasledila Alenka Kreč Bricelj.

### Financiranje
Od ustanovitve vsaj do oktobra 2022 Inštitut 8. marec ni bil deležen javnega financiranja. Po besedah Nike Kovač so člani Inštituta do referenduma o zakonu o vodah delovali kot prostovoljci, nato pa so postopoma pričeli s profesionalizacijo in se pričeli prijavljati na razpise za financiranje, med drugim na razpis Guerrilla Foundation in Planned Parenthood. Guerrilla Foundation je v letu 2021 Inštitutu podelil 30.000 € sredstev.
Obtožbe o nezakonitem financiranju kampanj iz tujine
Podmladek SDS je Inštitutu 8. marec očital, da je s sredstvi Guerrilla Foundation financiral referendumsko kampanjo o zakonu o vodah in s tem kršil volilno zakonodajo, ki prepoveduje financiranje kampanj iz tujine; Inštitut je na očitke odgovoril, da so donacijo prejeli nekaj šele mesecev po koncu omenjene kampanje in da je bila kampanja financirana iz ločenega namenskega računa drugega društva, računsko sodišče je maja 2023 pritrdilo, da Inštitut 8. marec ni kršil volilne zakonodaje.

## Dejavnost

### #Jaztudi
Februarja 2018 je pod okriljem Inštituta 8. marec stekla kampanja #jaztudi po vzoru mednarodnega gibanja proti spolnemu nasilju #metoo. Vzpostavili so spletno stran, na kateri so zbirali pričevanja žrtev spolnega nadlegovanja in nasilja. Novembra 2021 je bilo na spletni strani zbranih 307 zgodb.

### Redefinicija kaznivega dejanja posilstva
2. februarja 2021 je Inštitut 8. marec v državni zbor vložil pobudo za zbiranje 5000 podpisov državljanov v podporo predlogu redefinicije kaznivega dejanja posilstva in spolnega nasilja. Redefinicija bi pomenila spremembo v model "samo ja pomeni ja". Po njihovem mnenju s tedanjim zakonom žrtve niso bile dovolj zaščitene, saj po besedah predstavnice Inštituta Kristine Kranjc: "To v praksi pomeni, da nista kaznovana uporaba zvijače, presenečenja žrtve, da ni žrtev ki spi, otrpne, ali drugače ni zmožna reči ne, pač storilec ne rabi uporabiti sile, ker se žrtev ne upira".
Uspešno so zbrali 5000 podpisov, vendar je dan pred nameravano vložitvijo zakona v parlament, namesto tega vlada vložila svoj predlog sprememb. Inštitut je vladi očital, da so s tem izigrali žrtve in sporočili državljanom, da njihov podpis nima vrednosti. Ker z vladnim predlogom še niso bili seznanjeni, je njihov predlog v DZ vložila skupina opozicijskih poslancev iz vrst LMŠ-ja, SD-ja, SAB-a in Levice. V teh strankah so vladi očitali, da ni ravnala pošteno. Na ministrstvu za pravosodje so pojasnili, da so – kljub drugačnim stališčem v preteklosti – tudi v njihov predlog vnesli model ja je ja. V opoziciji so potrdili možnost, da lahko pride tudi do združitve predlogov. Ker je bil vladni predlog formalno pomanjkljiv, je parlamentarna procedura stekla za prvotni predlog.
Sprememba zakona po modelu "samo ja pomeni ja" je bila 4. junija 2021 na seji DZ sprejeta z 78 glasovi za in tremi proti.

### Referendum o spremembah zakona o vodah
Inštitut je na referendumski kampanji sodeloval na strani nasprotnikov zakona. Z drugimi nevladnimi organizacijami so se povezali v Gibanje za pitno vodo. Koordinatorica kampanje nasprotnikov zakona je bila direktorica Inštituta 8.marec Nika Kovač.

### Zakon za odpravo škodljivih ukrepov vlade
V Inštitutu 8. marec so 10. januarja 2022 predstavili predlog zakona, s katerim naj bi odpravili škodljive ukrepe oblasti. Podpise so začeli zbirati 30. marca 2022. Potrebnih 5.000 podpisov (s čimer bi dosegli, da ga državni zbor mora obravnavati) so po lastnih navedbah zbrali že prvi dan, kot cilj pa so si zadali vsaj 60.000 podpisov. Podpise za zakon med drugim zbirali pred upravnimi enotami.
Odziv političnih strank
Tedanje opozicijske stranke SD, LMŠ, Levica in SAB so pobudo podprle, nekateri predstavniki teh strank pa so jo tudi javno podpisali in oddali. Pobudo so podprli tudi v Gibanju svoboda.
Tedanje koalicijske stranke SDS, NSi in Konkretno (Povežimo Slovenijo) so se odzvale, da ni potrebe po odpravi vladnih ukrepov, saj da ti niso bili škodljivi. Pri tem so predstavniki teh strank tudi delili mnenje, da je ravnanje inštituta v nasprotju s pravili in morda tudi zakoni. Navedli so tudi, da naj bi Inštitut izvajal volilno kampanjo, ki pa je po zakonu dovoljena samo političnim strankam.

### KampanjaGremo volit
V času pred državnozborskimi volitvami leta 2022 je Inštitut izvajal akcijo Gremo volit, ki je bila hkrati namenjena za zbiranje podpisov za Zakon za odpravo škodljivih ukrepov vlade in za spodbujanje državljanov k udeležbi na prihajajočih državnozborskih volitvah. Pri pripravi kampanje je po navedbah Inštituta prisostvoval tudi Arun Chaudhary, ki je služil kot uradni videografer predsednika ZDA Baracka Obame in kot kreativni direktor in uradni fotograf predsedniške kampanje Bernieja Sandersa.
Nika Kovač je bila na podlagi kampanje Gremo volit izbrana, da je maja 2022 v okviru dogodka Obamove fundacije bivšemu predsedniku ZDA Baracku Obami osebno predstavila svoje dejavnosti v zadnjem letu.
Kritike
Premier Janez Janša je kampanjo označil za "najbolj množičn[o] kršitev zakonodaje o volilni kampanji v zgodovini Slovenije" ter navedel trditev, da se kampanjo financira z davkoplačevalskim denarjem in denarjem iz tujine, kar da je "strogo prepovedano in kaznivo".
Nudenje brezplačnih prevozov na volišča
Sindikat taksistov je v okviru kampanje Gremo volit v sodelovanju z Inštitutom na dan volitev nudil brezplačne prevoze do volišč osebam, ki so se soočale z izzivi pri dostopanju do volišč (starejše državljane in ranljivejše posameznike), v ta namen pa so zasnovali tudi namensko aplikacijo. K sodelovanju pri nudenju prevozov na volišča so povabili tudi prostovoljce.
Inšpekcijski postopek zaradi domnevne kršitve volilne zakonodaje
Inšpektorat za notranje zadeve je zaradi več anonimnih prijav in več novinarskih vprašanj v zvezi z domnevnimi kršitvami volilne zakonodaje s strani Inštituta zoper Inštitut glede domnevnih kršitev začel zbirati pojasnila in dokaze o domnevnih prekrških, v okviru česar je Inštitutu poslal poziv, naj Inštitut inšpektoratu predloži dokazila o vsebini in programu kampanje in se opredeli do navedb, da Inštitut izvaja volilno kampanjo. Pod poziv inšpektorata Inštitutu se je podpisal glavni inšpektor Mark Kandolf, ki ga je vlada imenovala dan poprej, funkcijo pa je začel opravljati na dan izdaje poziva Inštitutu.
V Inštitutu so v inšpekcijskemu postopku prepoznali poskus diskreditacije Inštituta s strani oblasti, navedli pa so tudi, da pretehtavajo možnost kazenske ovadbe zoper inšpektorja zaradi zlorabe uradnega položaja.
Ustavni pravnik Saša Zagorc je o potezi inšpektorata zapisal, da naj bi v skladu s pravnimi pravili inšpektorat sam navedel lastno mnenje o obstoju kršitve in s tem povezane dokaze, do katerih naj bi se nato domnevni kršitelj opredelil; v danem primeru je po njegovih besedah inšpektorat dokazilno breme naprtil domnevnemu kršitelju, ki mora dokazovati svojo nekrivdo.
19. maja 2022 je Inštitut od inšpektorata prejel obvestilo, da zoper Inštitut prekrškovni postopek ne bo uveden.

### Ostalo
Inštitut je novembra 2021 poslance DZ pozval, naj podprejo dodelitev 1,2 milijona € finančnih sredstev za vzpostavitev novega vira pitne vode za prebivalce Anhovega, ki so se soočali z onesnaženostjo pitne vode, saj se je zajemno mesto nahajalo na reki Soči. V ta namen je Inštitut pripravil tudi peticijo za zbiranje podpisov. Proračunska sredstva za projekt so bila dodeljena isti mesec; za amandma je glasovalo 86 poslancev, proti pa 2 poslanca.
Inštitut je 15. marca 2022 pričel z zbiranjem podpisov v podporo oddajam Studio City, Tednik in Tarča, ki so bile v predvolilnem obdobju na Televiziji Slovenija zaradi predvolilnih soočenj začasno ukinjene. Peticijo je v dveh tednih podpisalo prek 40.000 oseb.